# Айла (Сауе)
А́йла (ест. Aila küla) — село в Естонії, у волості Сауе повіту Гар'юмаа.

## Населення
Чисельність населення на 31 грудня 2011 року становила 178 осіб.